# Finländare
Finländare är ett samlingsbegrepp (hyperonym) för alla medborgare och i Finland bosatta personer, oavsett vilken språkgrupp eller etnisk grupp (till exempel finnar, samer och romer) de tillhör.
Finland är ett land med två formellt likställda nationalspråk: finska och svenska. Finländarna indelas huvudsakligen i två grupper på grundval av vilken språkgrupp personerna tillhör: finskspråkiga  finnar och svenskspråkiga finlandssvenskar.
Här kan vidare nämnas att det är endast i den allmänna språkstatistiken som de svenskspråkiga ålänningarna räknas till finlandssvenskarna, för övrigt benämns de för ålänningar eller utomlands med den övergripande termen, finländare.
Samer och romer är officiellt erkända nationella minoritetsgrupper i Finland. Ryssar utgör den största invandrargruppen.

## Etymologi
I början på 1910-talet uppstod i Finland behov av att, på ett adekvat sätt, beteckna de olika grupperna av invånarna i landet. Begrepp som finne (finskt), finländare (finländskt) och finlandssvensk (finlandssvenskt) myntades, i deras nya betydelse, under denna tidsperiod. Dittills hade termen finne använts om alla medborgare i Finland. Debatten om termfrågan pågick ett bra tag, tills språkvetare Rolf Pippings förslag vann bifall år 1912. Rolf Pipping anses således vara den som myntat begreppen. Det bör dock påpekas att man i Sverige inte alltid har klart för sig distinktionen mellan de ovan nämnda termerna.

## Folkmängd
Enligt finländska Statistikcentralens preliminära uppgifter var Finlands folkmängd 5 522 848  i slutet av juli 2019.

## Medellivslängd
Den förväntade medellivslängden för finländarna är:
- Totala befolkningens medellivslängd: 79,55 år
- Finländska männens medellivslängd: 76,09 år
- Finländska kvinnornas medellivslängd: 83,15 år

## Släktnamnstatistikens tio-i-topp i Finland
Tabellen visar respektive språkgrupps tio vanligaste efternamn i mars 2012. Observera att statistiken även inkluderar finländska medborgare folkbokförda utanför Finland, samt icke finländska medborgare folkbokförda i Finland.
| Finska namn | Antal personer | Svenska namn | Antal personer |
| ----------- | -------------- | ------------ | -------------- |
| Korhonen    | 23 304         | Johansson    | 8 698          |
| Virtanen    | 23 211         | Nyman        | 7 541          |
| Mäkinen     | 21 108         | Lindholm     | 7 417          |
| Nieminen    | 21 102         | Karlsson     | 7 101          |
| Mäkelä      | 18 442         | Andersson    | 6 396          |
| Hämäläinen  | 19 013         | Lindström    | 6 208          |
| Laine       | 18 707         | Eriksson     | 6 045          |
| Koskinen    | 17 795         | Lindqvist    | 4 798          |
| Heikkinen   | 17 781         | Lindroos     | 4 780          |
| Järvinen    | 16 942         | Lindberg     | 4 381          |